# 北布蘭奇 (新澤西州)
北布蘭奇（英語：North Branch）是位於美國新澤西州薩默塞特縣的非建制地區。

## 歷史
北布蘭奇的郵局自1822年營運至今。

## 地理
北布蘭奇所處的海拔為高於海平面22米（即72英呎），而該地所採用的時區為UTC-5，即北美东部时区（EST）。同時該地設有夏令時間，為UTC-5調快一小時，即UTC-4（EDT）。